# Пневматический аккумулятор
Пневматический аккумулятор (англ. compressed air energy storage) — накопитель энергии (аккумулятор) основанный на сжатии газа.
При помощи двигателя (электрического или иного) воздух или другой газ закачиваются в накопитель. Для получения энергии воздух выпускают через специальную газовую турбину.
Пневматический аккумулятор имеет низкий КПД из-за того, что часть энергии при сжатии газа переходит в тепловую форму.
Сооснователь компании LightSail Energy, Даниель Фонг, заявляла о повышении КПД в своем варианте устройства до 70 %.

Вариант аккумулятора от ученых из Ноттингемского университета, Energy Bag, использует полимерные накопители для сжатого воздуха, погруженные в море на глубину в несколько сотен метров. Заявленный КПД 75-85 %.
Как вариант также известен гидроаккумулятор с пневматическим накопителем, где жидкость выполняет роль передаточного звена в передаче энергии от накопителя (газа).